# Olivier von Beaulieu-Marconnay
Olivier Freiherr von Beaulieu-Marconnay (14 de Setembro de 1898 – 26 de Outubro de 1918) foi um piloto alemão durante a Primeira Guerra Mundial. Abateu 25 aeronaves inimigas, o que fez dele um ás da aviação.